# ماري بيث كيني
ماري بيث كيني (بالإنجليزية: Mary Beth Keane)‏ هي كاتِبة أمريكية، ولدت في 3 يوليو 1977.